# 旗竿地

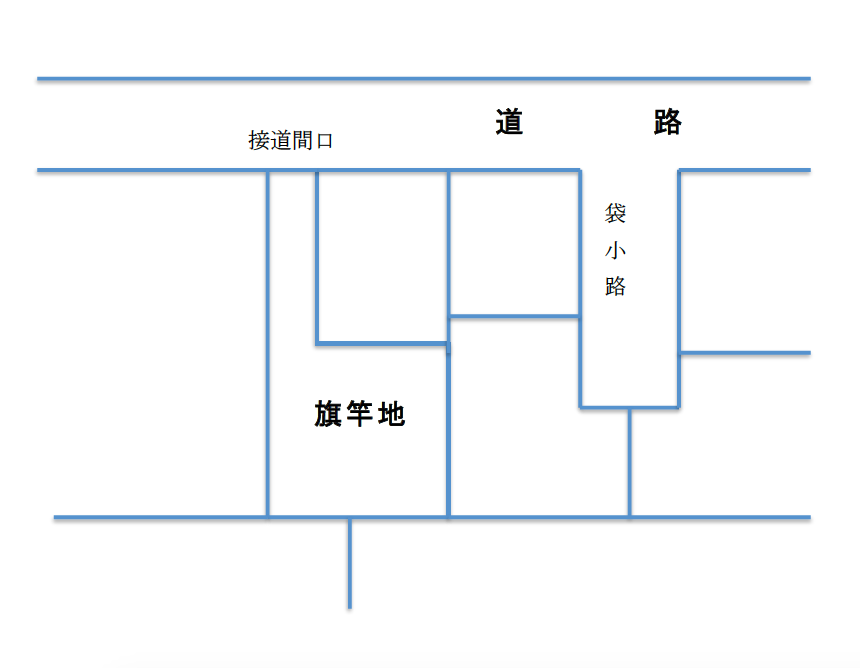
「旗竿地」の概念図。袋小路に面していても、それが十分な幅のある道路として扱われている場合は、旗竿地にはあたらない。

旗竿地（はたざおち）は、公道に接する間口が極端に狭く、細長く延びる敷地の先に、周りを他人の土地に囲まれている袋地があるような形状の土地を指す表現で、土地の形状が旗竿のように見えることから、この名がある。旗竿敷地、路地状敷地、敷地延長、敷延の土地などとも呼び、不整形地、変形地の一類型である。
都市計画地域や準都市計画区域内において、建築基準法は、建物が建てられる宅地の条件として、2ｍ以上の接道間口を義務付けているが、旗竿地はその要件を辛うじて満たすものである。一部の旗竿地は、法改正以前に建てられた建物が残っているものの、もはや接道間口が2mに満たず、再建築が法的に不可能になっている場合もある。

## メリット/デメリット
旗竿地は、通常の宅地とは異なる特徴がいろいろあり、それが見方によってメリットにもなれば、デメリットにもなる。
旗竿地は、本来の住宅敷地として使える袋地の部分の面積のほか、接道間口からの導入路にあたる部分の面積も式面積に含まれるため、建ぺい率や容積率の規制があるところでも、比較的高い密度で建物が建てられる。しかしこれは逆に考えれば、計算上の敷地面積の大きさに比べ、実際の住宅敷地として使える袋地だけの範囲では建物の周囲に余裕ができにくく窮屈になることを意味している。周囲が立て込んでいれば、日当たりや風通しの上で、不利な状況が生じやすく、家づくりに工夫が必要になる。
住宅の周囲をほとんど隣地との塀などに囲まれ、道路からアクセスが不便であることはデメリットとされるが、他方では道路に面していない分、自動車など道路からの騒音の心配が少ないこと、また、子供が小さい家庭では、玄関を出てすぐ道路というわけではないので、子どもの事故の心配が少ないという見方もある。また、建物の外観にさほど意を払う必要がなく、外観にこだわらなければ、内装の充実に建設資金を回せるという見方もある。周囲の家との間で、互いに生活音が騒音と感じられるおそれも生じやすく、プライバシーの観点から防音に気を遣った家づくりが必要になるという見方もある。
また、デメリットがあることから、周辺の通常の宅地に比べ相対的に坪単価が低くなることがあり、買い手からすればこれはメリットになる。一般的な宅地より、15%から20％程度安い場合が多いとされる。また、相続税対策として、宅地を分割して相続し、あえて旗竿地を作ることで評価額を下げるという手法もあるが、後々売却するのであれば、売却しにくいことがデメリットとなる。
接道間口からの入口部分、すなわち旗竿の竿に当たる部分を、駐車スペースやガレージとするといった活用方法もある。
旗竿地では、形状によっては工事の際に重機類が使いにくかったり、使えない場合もあり、その分、工賃がかさむ場合もあるとされる。